# Popeye (sastav)
Popeye je pulski glazbeni sastav.

## Povijest sastava
Sastav je osnovan 2000. godine u Vodnjanu pored Pule.
Svoj prvi studijski album Domaći benzin objavili su 2003. godine. Za pjesmu s albuma "Che bella citta", za koju su snimili i dva videospota, dobili su nagradu Hrvatske glazbene unije. Poznati su po energičnim nastupima, te su svirali na mnogim koncertima diljem Hrvatske. Također, nastupali su sa Sepulturom, Kornom i Asian Dub Foundationom.
Sastav se krajem 2007. godine našao u središtu pozornosti, nakon što je njihov pjevač Igor Ferenac "Fere" nepravomoćno osuđen na dvije godine zatvora zbog uzgoja dvije stabilljke marihuane.
Iste godine sastav kreće sa snimanjem svog drugog studijskog albuma pod nazivom Cijena slobode, s kojeg su objavili singlove "Žmanjana dica", "EUrupa" i "Delaj, delaj". Treba napomenuti i da su u pjesmi "Delaj, delaj" ostvarili suradnju s hrvatskom jazz pjevačicom Tamarom Obrovac.
Nakon snimanja albuma sastav napušta bubnjar Lego i pridružuje im se Marco Quaranttoto. Nakon dvije godine suradnje Quaranttota zamjenjuje Nadan Isanović.

## Diskografija
- 2003. - Domaći benzin
- 2009. - Cijena slobode

## Članovi sastava
- Fere – vokal
- Gianne – vokal
- Zheeka – gitara
- Mrlja – bas-gitara
- Nadan – bubanj

## Vanjske poveznice
- Službena MySpace stranica